# Rachelle Ferrell
Rachelle Stephanie Ferrell (Berwyn, 1961) è una cantautrice e musicista statunitense.
Sebbene abbia ottenuto un certo successo nell'R&B, nel pop, nel gospel e nella musica classica, è nota soprattutto come cantante jazz.

## Biografia
Rachelle Ferrell ha iniziato a cantare all'età di sei anni, fatto che ha contribuito allo "sviluppo della sua sorprendente estensione vocale di oltre sei ottave." Detta estensione vocale è calcolata includendo anche la sua capacità di raggiungere il registro flautato, ancora più acuto del falsetto. Ha studiato violino in giovane età e, da quel momento fino al raggiungimento dell'adolescenza, è arrivata a suonare il pianoforte a livello professionale. Ha frequentato a Boston il Berklee College of Music, presso il quale si è perfezionata nell'arrangiamento, nel canto e nella stesura di testi musicali.
Dal 1975-90, Ferrell è stata cantante di supporto per Lou Rawls, Patti LaBelle, Vanessa Williams e George Duke. Il debutto discografico di Rachelle, First Instrument, risale al 1990 in Giappone, ben cinque anni prima del suo esordio statunitense; registrato con il bassista Tyrone Brown, il pianista Eddie Green ed il batterista Doug Nally, il lavoro ospita altre star come Terence Blanchard alla tromba, dei pianisti Gil Goldstein e Michel Petrucciani, dei bassisti Kenny Davis e Stanley Clarke, del sassofonista Wayne Shorter e del tastierista Pete Levin.
Nel 1999, Rachelle ha partecipato al "Lady of Soul Awards" per un tributo a Natalie Cole, cantando "I've Got Love On My Mind." La platea riservò alla cantante una standing ovation. Rachelle in seguito confessò di esser rimasta sorpresa dalla reazione del pubblico: "Mi ero presentata senza trucco, con i capelli in disordine ... ma il pubblico impazziva! È stata una vera benedizione ricevere una tale accoglienza dal pubblico, dopo esser stata via per tanto tempo ..."

## Discografia
| Anno | Titolo                                          | Genere                | Etichetta   |
| ---- | ----------------------------------------------- | --------------------- | ----------- |
| 2002 | Live at Montreux 91-97 [Live]                   | Jazz                  | Blue Note   |
| 2000 | Individuality (Can I Be Me?)                    | R&B, Gospel, and Jazz | Capitol     |
| 1994 | Nothing Has Ever Felt Like This, w/Will Downing | R&B, Pop              | Capitol     |
| 1993 | Welcome to My Love                              | R&B, Pop              | Capitol     |
| 1992 | Rachelle Ferrell                                | Jazz/Contemporary     | Capitol/EMI |
| 1992 | Til You Come Back to Me                         | Jazz/Contemporary     | Capitol     |
| 1990 | Somethin' Else                                  | Jazz/Contemporary     | Blue Note   |
| 1990 | First Instrument                                | Jazz/Contemporary     | EMI (Japan) |